# NGC 5322
NGC 5322 (również PGC 49044 lub UGC 8745) – galaktyka eliptyczna (E2), znajdująca się w gwiazdozbiorze Wielkiej Niedźwiedzicy. Odkrył ją William Herschel 19 marca 1790 roku. Należy do galaktyk Seyferta.